# Erhard Krack
Erhard Krack (ur. 9 stycznia 1931 w Gdańsku, zm. 13 grudnia 2000 w Berlinie) – niemiecki polityk, minister, długoletni nadburmistrz Berlina Wschodniego (1973–1990).
Wieloletni działacz Socjalistycznej Partii Jedności Niemiec (od 1951), członek Komitetu Centralnego partii (1981-1989).

## Życiorys
W 1945 wraz z rodziną został wysiedlony z Gdańska, zamieszkał następnie w Stralsund. Od 1952 studiował ekonomię na Uniwersytecie w Rostocku i jednocześnie pracował w stoczni Warnow, w Warnemünde. 

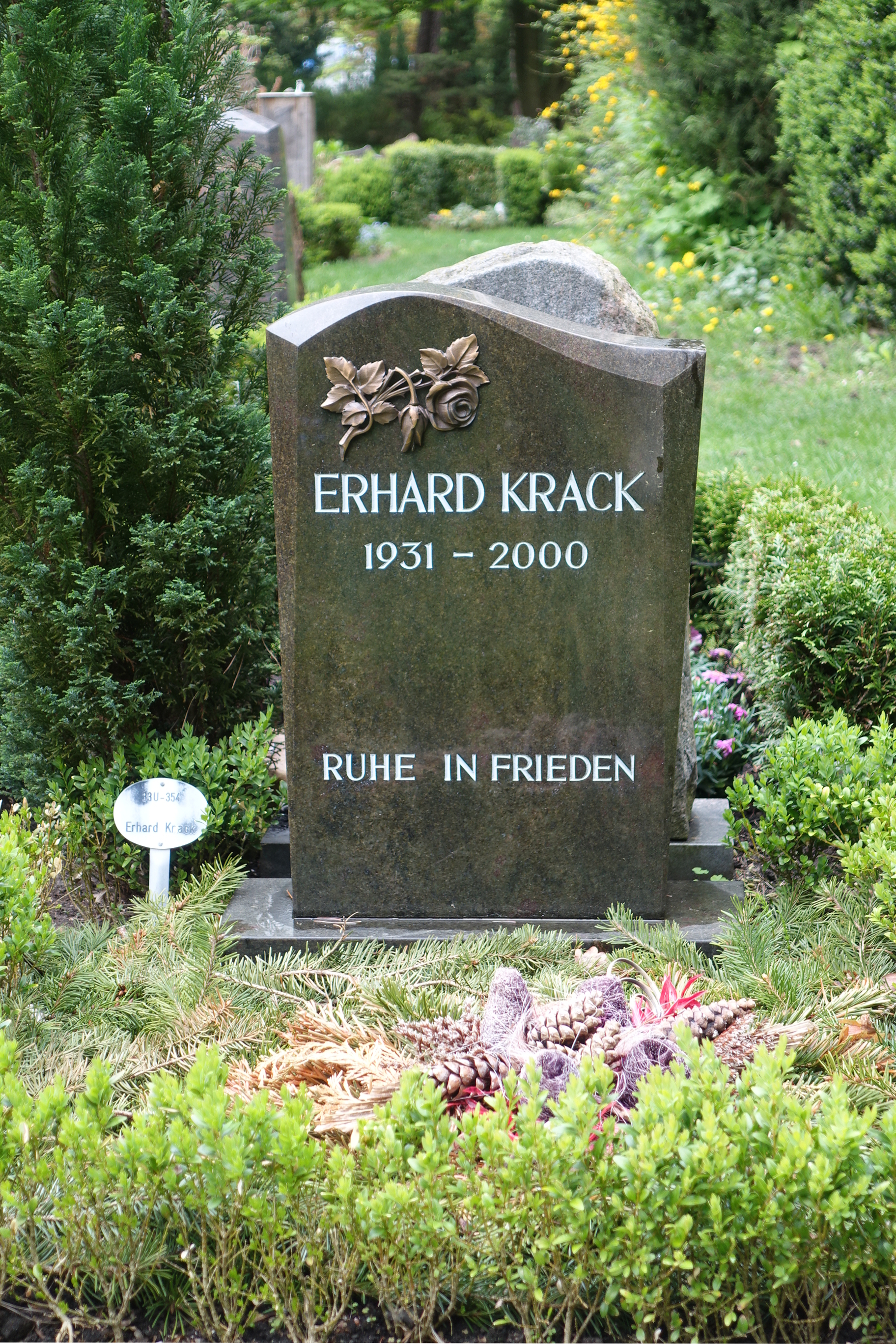
Grób Erharda Kracka

W latach 1965–1974 był członkiem Rady Ministrów NRD jako minister ds. przemysłu. Od 1974 do 1990 był burmistrzem Berlina Wschodniego. Jako burmistrz sprzeciwiał się całkowitemu wyburzaniu pozostałości dawnej zabudowy miasta, przeforsował także odbudowę według historycznych planów Gendarmenmarkt, Friedrichstrasse i Nikolaiviertel.
Po zjednoczeniu Niemiec został skazany na 10 miesięcy więzienia w zawieszeniu za udział w fałszowaniu wyników wyborów komunalnych, w Berlinie Wschodnim, w 1989 roku. 
Z racji sprawowanych funkcji był „skoszarowany” w partyjno-rządowych osiedlach kierownictwa NRD – początkowo wokół Majakowskiring w Berlinie-Pankow, następnie na Osiedlu Leśnym pod Bernau. 
Zmarł w 2000 roku, został pochowany na cmentarzu w berlińskiej dzielnicy Pankow.